# Radomirka (struga)
Radomirka (w górnym biegu – Bełza) – struga na Lubelszczyźnie. Jej początek stanowi źródło, zasilające staw hodowlany leżący przy dworku zwanym Siemionówką (miejscowość Krzczonów-Folwark). Uchodzi w Stryjnie Pierwszym do Giełczewki. Jej głównymi dopływami są: Olszanka i Kosorzewianka. Radomirkę zasilają też inne, bezimienne cieki wodne. Długość Radomirki wynosi 14 km. Przepływa przez Krzczonowski Park Krajobrazowy. Nad brzegami występują rzadkie gatunki flory (m.in. goryczka wąskolistna, nasięźrzał pospolity, podejźrzon księżycowy, lepiężnik różowy, ciemiężyca zielona, pełnik europejski) i fauny.

## Wsie nad Radomirką
Lista miejscowości leżących nad Radomirką:
- Wójtostwo (część Krzczonowa)
- Rynek (część Krzczonowa)
- Sołtysy (część Krzczonowa)
- Żuków Drugi
- Żuków Pierwszy
- Żuków-Kolonia
- Policzyzna
- Stryjno Drugie
- Stryjno Pierwsze